# Thomas Strzalkowski
Thomas Strzalkowski (Cracovia, 30 dicembre 1971) è uno schermidore statunitense.

## Palmarès
In carriera ha conseguito i seguenti risultati:
- Giochi Panamericani:

Mar del Plata 1995: oro nella sciabola a squadre.